# 4-氧亚基-2-壬烯醛
4-氧亚基-2-壬烯醛或4-氧代-2-壬烯醛（英語：4-Oxo-2-nonenal），分子式C9H14O2，在体内是脂质过氧化的产物，会诱导α-突触核蛋白形成低聚物。